# Mohamed El-Abed
Mohamed El-Abed (ar. محمد العابد; ur. 5 września 1956) – syryjski lekkoatleta (sprinter), olimpijczyk.
Wziął udział w Letnich Igrzyskach Olimpijskich 1980 w Moskwie, gdzie uczestniczył w eliminacyjnym biegu na 400 metrów. Zajął w nim szóste miejsce (50,47 s), wyprzedzając jedynie Sierraleończyka Sahra Kendora. El-Abed uzyskał 45. wynik w stawce (startowało 50 sprinterów).